# کلوپامید
کلوپامید (انگلیسی: Clopamide) یک داروی ادرارآور است.